# Femø Sogn
Femø Sogn er et sogn i Lolland Vestre Provsti (Lolland-Falsters Stift).
I 1800-tallet var Femø Sogn et selvstændigt pastorat. Det hørte til Fuglse Herred i Maribo Amt. Femø sognekommune blev ved kommunalreformen i 1970 indlemmet i Ravnsborg Kommune, der ved strukturreformen i 2007 indgik i Lolland Kommune.
I Femø Sogn ligger Femø Kirke.
I sognet findes følgende autoriserede stednavne:
- Andemose Nakke (areal)
- Barkmose (bebyggelse)
- Femø (areal)
- Issemose (bebyggelse)
- Issemose Bjerg (areal)
- Kallemose (bebyggelse)
- Langemose (bebyggelse)
- Nørreby (bebyggelse, ejerlav)
- Sletteren (areal, bebyggelse)
- Sønderby (bebyggelse, ejerlav)
- Vindnæs Horn (areal)
- Østmose (bebyggelse)